# San Germano Vercellese
San Germano Vercellese (San German in piemontese) è un comune italiano di 1 606 abitanti della provincia di Vercelli in Piemonte.

## Via Francigena

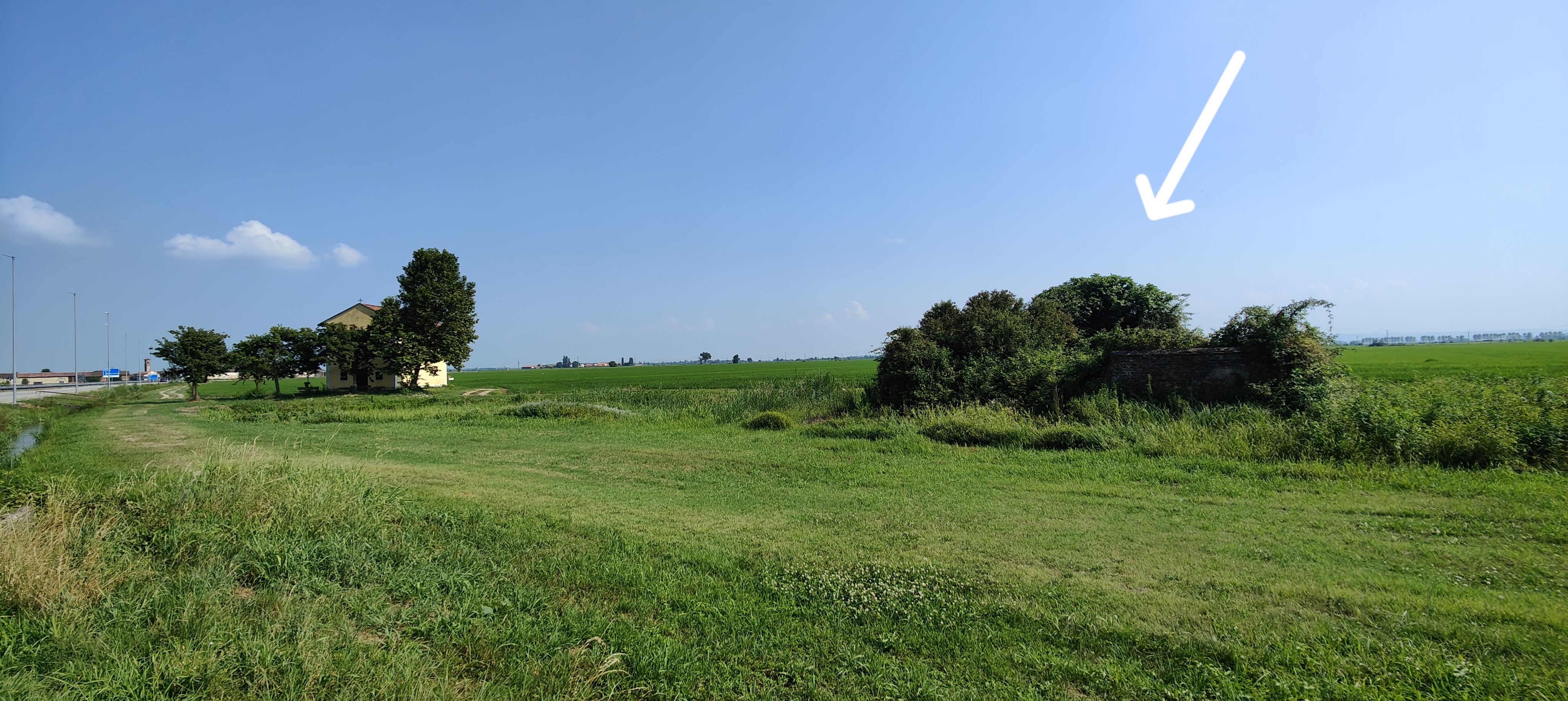
La chiesa (a sinistra) "Maria Madre del Cammino" posta fra la frazione vercellese Cascine Strà (a 600 m) sulla Via Francigena da San Germano (distante 7 km) a Vercelli. La freccia indica i ruderi dell'antico cimitero abbandonato ormai invaso dalla vegetazione.

Il comune e i territori circostanti sono attraversati dal percorso storico della Via Francigena che, proveniente da Santhià, prosegue in direzione di Vercelli. In particolare sulla statale 11 si trova, all'altezza del bivio per Salasco e Crova, la chiesa Maria Madre del Cammino  posta fra due percorsi ciclo-pedonali percorribili: a destra per Montonero e i resti del suo antico castello, a sinistra per Vercelli che qui dista 7 200 m. In questa località fu fondato un piccolo ospedale nel 1159 detto di San Giacomo per i pellegrini diretti a Roma. Vicino alla chiesa i resti del vetusto cimitero abbandonato per viandanti e parrocchiani deceduti. Questa chiesa fu edificata verso la fine del secolo XVII.

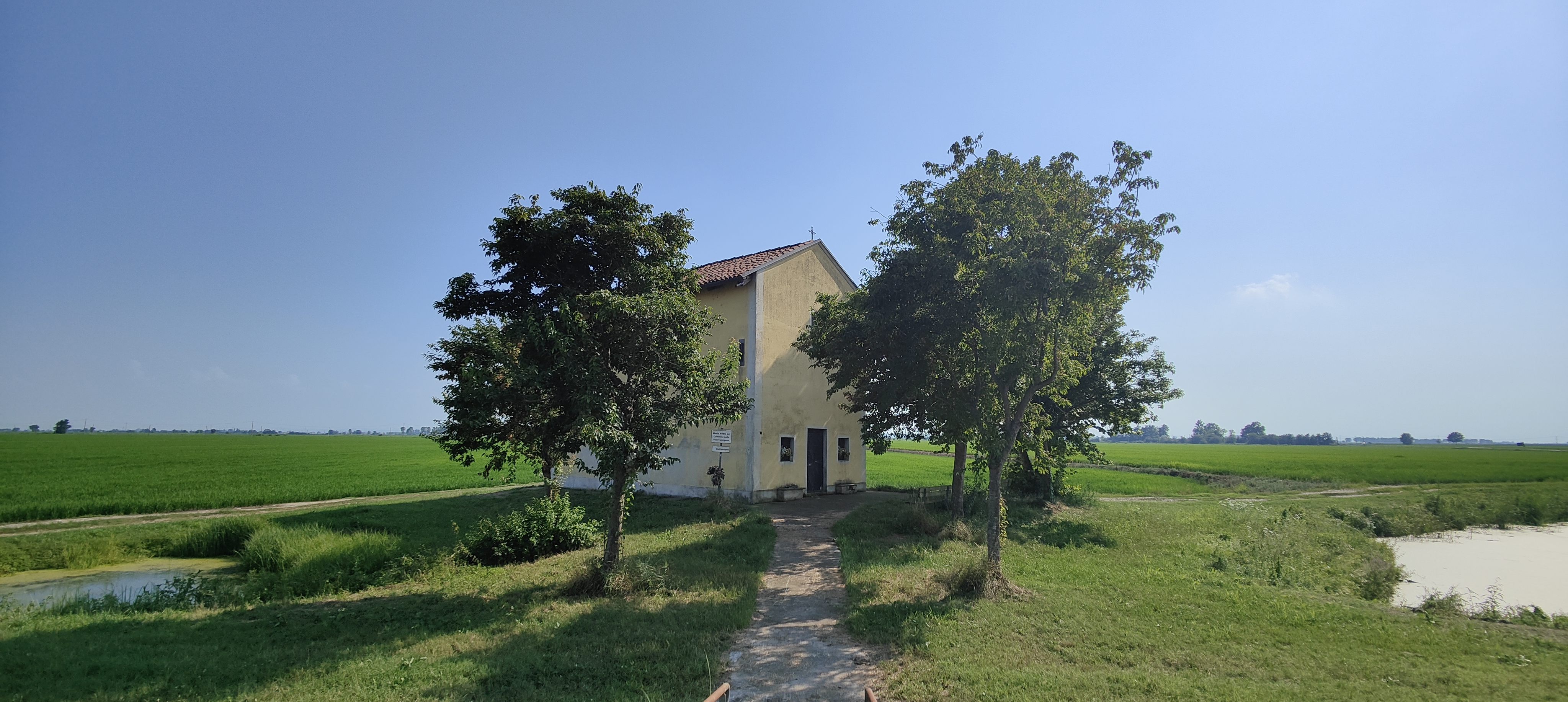
La chiesa Santa Maria del Cammino per pellegrini della Via Francigena fra San Germano e Cascine Strà per poi proseguire direzione Vercelli

## Culto a san Germano
Il paese di San Germano Vercellese ha come patrono il vescovo san Germano d'Auxerre da cui prende il nome. Secondo la tradizione, durante il suo viaggio dalla natìa Francia a Ravenna avrebbe spostato nel paese per prepararsi a un viaggio importante: visitare l'imperatrice Galla Placidia e il figlio Valentiniano III. All'inizio del paese si conserva la pietra sulla quale, secondo tradizione, si sarebbe seduto San Germano. Il feretro con il corpo del santo vescovo sarebbe transitato nel paese in direzione Francia (anche qui secondo tradizione) il 31 luglio 448 proveniente da Ravenna.
Si narra che la salma, posta in un sarcofago di cipresso fosse scortata in tutto il tragitto da diverse divisioni di militi inviati su ordine della corte imperiale e che dopo aver ricevuto ampio omaggio dalla popolazione di questo borgo, abbia proseguito il tragitto verso la Francia, transitando verso la via che conduce al Piccolo San Bernardo (allora chiamato col termine pagano Columna Jovis) dove, sul finire del secolo V, verrà eretta una chiesetta in ricordo del passaggio della reliquia del santo. A San Germano Vercellese e in altri paesi della provincia quali Lignana, Pertengo Sillavengo il vescovo francese è stato eletto come patrono con la festa fissata il 31 luglio.
Tutti gli avvenimenti drammatici coinvolgenti la vita del paese nel Medioevo furono per i sangermanesi motivo di affido per la loro sorte (con preghiere e celebrazioni solenni) a san Germano oramai legato alla vita del borgo. Lo storico locale Aurelio Corbellini scrive, proprio per tale motivo, a conclusione dell'assedio del 1476 da parte di Galeazzo Maria Sforza: I sangermanesi celebrarono sacre funzioni religiose in tutte le chiese e gli oratori del paese.
Nei secoli successivi le preghiere dei sangermanesi furono affiancate da quelle dedicate anche al beato sangermanese Antonio della Chiesa, considerato più vicino ai problemi del paese e degli abitanti.
A seguito della liberazione dall'occupazione spagnola (1615) i sangermanesi fecero voto di ringraziamento anche a san Vitale. Il pellegrinaggio viene fatto dai paesani, tutti gli anni, nella chiesa di Roppolo, luogo delle sue reliquie.

## Storia
Come accennato, questo borgo prende il nome del Santo francese che passò a Vercelli nel 425 durante un viaggio a scopo di predicazione cristiana. Infeudato dalla famiglia Bicchieri viene citato per la prima volta in un documento legale di cessione (anno 1071) mentre il castello viene citato soltanto nel 1219 in un atto concernente la sua cessione da parte del cardinale Guala Bicchieri all'abbazia di Sant'Andrea di Vercelli. Nel XIII secolo fu oggetto di contese e di numerosi scontri tra i vercellesi e i feudatari Bicchieri che se ne impadronirono, per perderlo di nuovo alcuni anni dopo. Nel 1377 divenne feudo di Giovanni Fieschi, che però poco tempo dopo fu imprigionato dai biellesi, finché i sangermanesi nello stesso anno fecero atto di dedizione sottomettendosi ad Amedeo VI di Savoia, il quale migliorò le fortificazioni e ingrandì il paese. Sotto la dinastia sabauda il castello divenne un avamposto verso il confine della Sesia che nel Cinquecento passò ai Savoia. Nel 1476 fu assediato ed espugnato da Galeazzo Maria Sforza; nel XVI secolo conobbe la decadenza ma nel secolo successivo fu trasformato in una piazzaforte. Dopo aver fatto parte fino al 1598 del capitanato di Santhià, il feudo fu conquistato da Diego Hurtado de Mendoza fino al 1610. La storia successiva non è caratterizzata da particolari avvenimenti degni di nota. Dei pochi ruderi della fortificazione rimasti oggigiorno esiste una torre, forse quello che resta del mastio, oggi adibita a campanile, e una piccola porta ad arco, oltre alle tracce di una passerella che conduceva ai camminamenti di ronda vicino alla parrocchiale di San Germano, a pianta rettangolare, con una sola grande navata fiancheggiata da tre cappelle per parte.

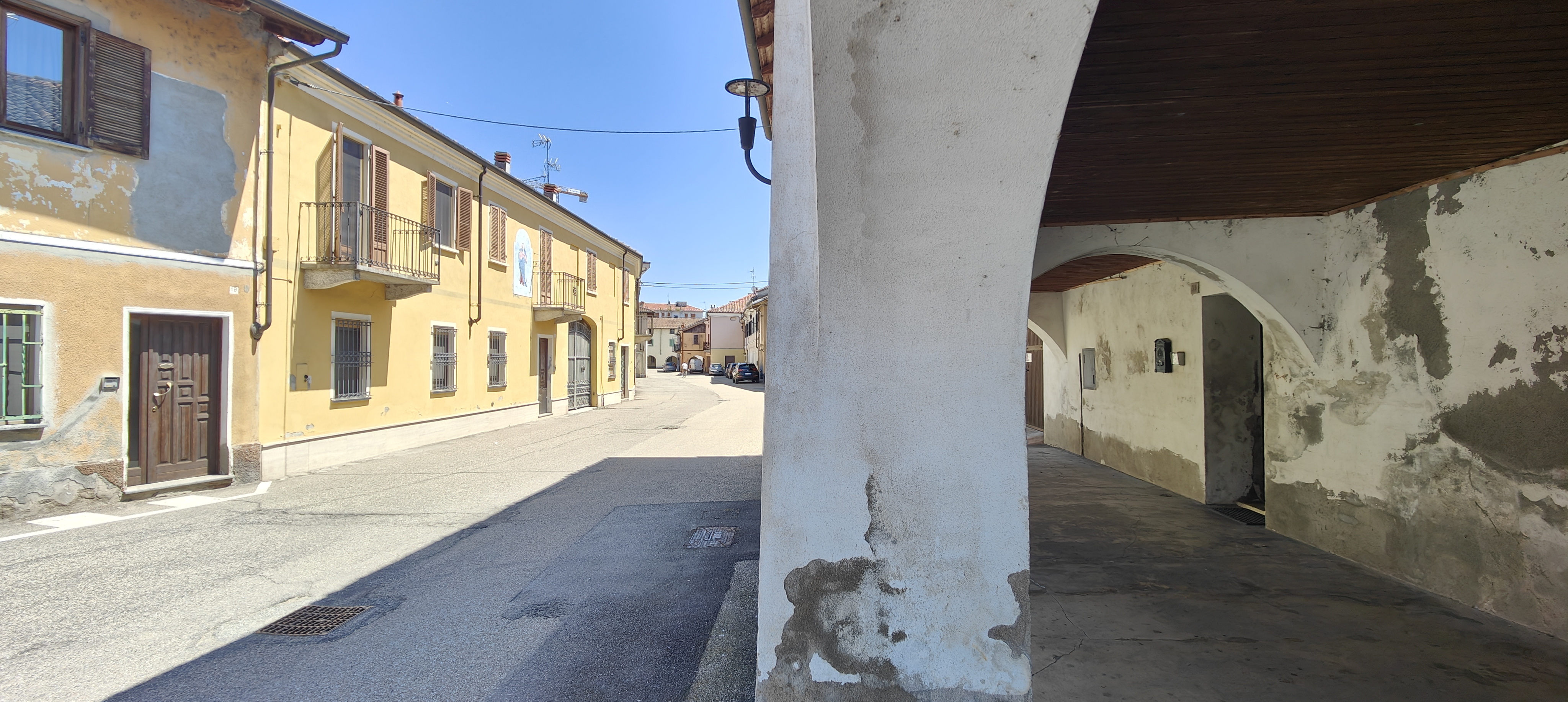
Vie interne di San Germano con porticati tipici piemontesi

San Germano è stato il primo comune italiano ad accogliere ufficialmente una donna notaio: Elisa Resignani nel 1927, anche se la prima fu Adele Pertici nel 1913, radiata soltanto perché "donna" su richiesta del procuratore del Re. Fu riammessa nel 1920, ma lei aveva preferito ritirarsi.
Nel corso della seconda guerra mondiale, San Germano fu uno dei comuni del Piemonte adibiti a località di internamento libero per profughi ebrei stranieri. Vi soggiornò una famiglia di tre persone proveniente dalla Croazia, i Weiss (Weicz). Con l'occupazione tedesca e la Repubblica Sociale Italiana, la famiglia fu arrestata nel dicembre 1943 e condotta alla morte ad Auschwitz.
 La frazione Viancino
L'antica frazione di Viancino, appartenente al territorio di San Germano Vercellese dal 1299 al 1891, prende il nome dai Viancini di Savigliano  e che lungamente è stato dalli Alciati, e dalli Lignana posseduto, nel qual luogo prima dei suddetti ebbero giurisdizione i Donna derivati dagli antichi Conti di Biandrate, i Bazzani, i Coccarelli infine i Conti Lomelli di Tronzano tutti nobili Vercellesi. 
La località di Viancino (ora di Crova) è nominata per la prima volta nel 1299 e fu posseduta da numerose nobili famiglie vercellesi, tra cui gli Avogadro, che tennero il feudo e il suo castello fino alla data di sottomissione ai Savoia, nel 1404. I primi documenti che attestano l'esistenza di un castello a Viancino risalgono alla fine del 1200 e agli inizi del 1300 e si riferiscono alle lunghe lotte tra guelfi e ghibellini, nelle quali furono coinvolti i signori di Viancino contro il potente Comune di Vercelli. Gli ultimi proprietari furono i marchesi Cusani di S. Germano. Attualmente del castello medievale non resta nulla, vi sono resti di mura sui quali è stata edificata una casa di campagna che conserva la denominazione "castello".
Fu parte del feudo di S. Germano e possesso dei Dal Pozzo nel 1152, all'inizio del 1200 del S. Andrea e del comune di Vercelli. Fu poi dei Savoia dal 1389 per passare poi a vari famiglie tra cui i Margaria di Cuneo, i Ricci, i Raspa, gli Alciati e nel 1620 i Tassoni-Estense.
Nel 1621 con patente camerale i Savoia rendevano Viancino (insieme con altri borghi vercellesi) autonomi
Fino verso la fine dell'800 la frazione di Viancino apparteneva al territorio sangermanese, dal 19 febbraio 1891 con Regio Decreto avvenne il distacco dalla frazione di Viancino dal Comune di San Germano Vercellese e aggregato al Comune di Crova, mentre la separazione di fatto era già un atto compiuto alla data del 1888. A seguito di ciò si ebbe l'unificazione delle rendite patrimoniali del capoluogo e della frazione e così il Comune di Crova (all'epoca era sotto la provincia di Novara) divenne proprietario di 70 giornate di terreno. Nell'ex frazione esiste un campanile del XVI/ XVII secolo, un asilo infantile (anni 1886-1887) entrato in funzione il 1º gennaio 1888, per grazia di un testamento olografo, scritto nel 1883 dal "Cavaliere Avvocato Attilio Ferreri", Sindaco e membro del Consiglio Comunale di San Germano (a cui i sangermanesi hanno dedicato una via del paese) donante alla frazione un fabbricato di sua proprietà "con l'obbligo di istituire un Asilo che abbia ad intitolarsi Asilo Ferreri". In Viancino esisteva anche una Congregazione di Carità fondata nel 1828 dall'Arcivescovo di Vercelli Grimaldi in San Germano, questa congregazione poi in forza del Decreto Regio, si distaccò da San Germano e passò sotto il Comune di Crova. Il distacco ebbe comunque un iter travagliato, una petizione della comunità di Viancino nel 1885 al Prefetto di Novara, si lamentava che nonostante l'unanime voto favorevole del Consiglio Provinciale di Novara al suo distacco dal Comune di San Germano non poté ottenere soddisfatti i suoi legittimi voti e ragioni a causa di influenze esercitate presso l'autorità prefettizia da persone aventi interessi contrari al distacco.
Tali influenze contrarie ebbero sicuramente effetto per la comunità di Viancino che non ebbe ragione delle sue legittime aspettative, se non fino al febbraio del 1891.
Dell'antico castello un tempo posseduto dai Marchesi Cusani di San Germano non rimangono che alcune mura sulle quali è stata costruita una casa di campagna. Verso la metà del secolo scorso si sono fatte numerose ricerche e sondaggi per scoprire il percorso della galleria che collega il castello con quello di Salasco. Quest'ultimo a forma di quadrilatero con torri angolari cilindriche risale al secolo XIII. I proprietari terrieri dei dintorni ovviamente, protestarono e nulla fu trovato. L'insuccesso degli scavi fu attribuito proprio all'interruzione dei lavori. Durante la prima guerra mondiale vi funzionò un aeroporto d'emergenza: la zona che va da San Germano a Viancino fu oggetto di un campo militare per l'atterraggio dei rudimentali aerei del periodo 1915-1918.

### Simboli
Lo stemma del comune è stato riconosciuto con DPCM del 26 aprile 1955.
Il gonfalone, concesso con DPR del 7 gennaio 1956, è un drappo partito di azzurro e di bianco.
Nel XVII secolo lo stemma si presentava d'argento alla croce di rosso. Cimiero: la figura di  San Germano in abiti vescovili.

## Monumenti e luoghi d'interesse

### Architetture religiose
- Chiesa parrocchiale di San Germano, la cui cupola è opera di Bernardo Antonio Vittone (anno 1760) e che conserva la tomba del beato Antonio della Chiesa
- Casa natale del beato locale Antonio della Chiesa

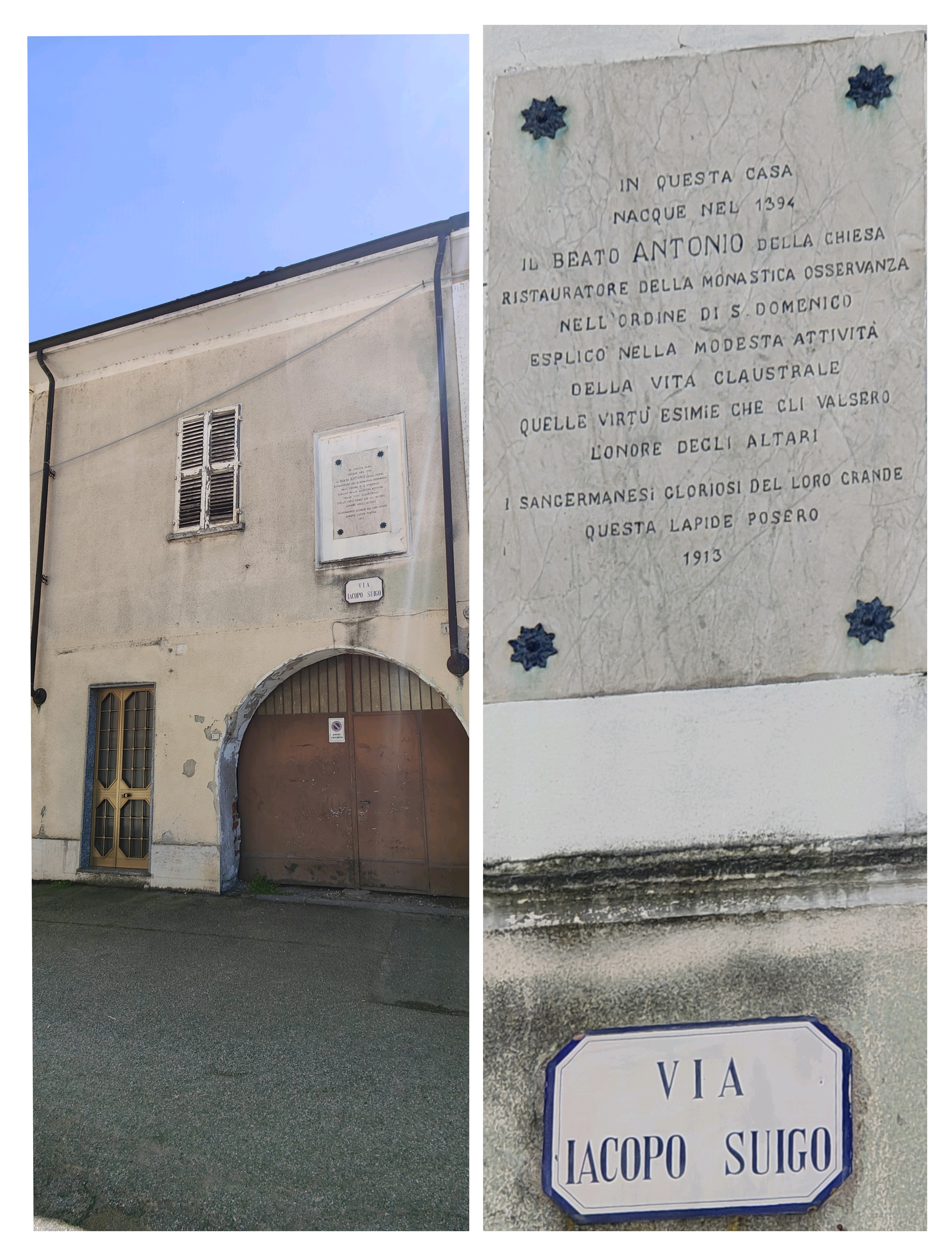
Nella via adiacente la chiesa parrocchiale la casa dove nacque il beato Antonio della Chiesa (particolare della lapide)

- Chiesa antica-oratorio (XVII secolo) del Corpus Domini

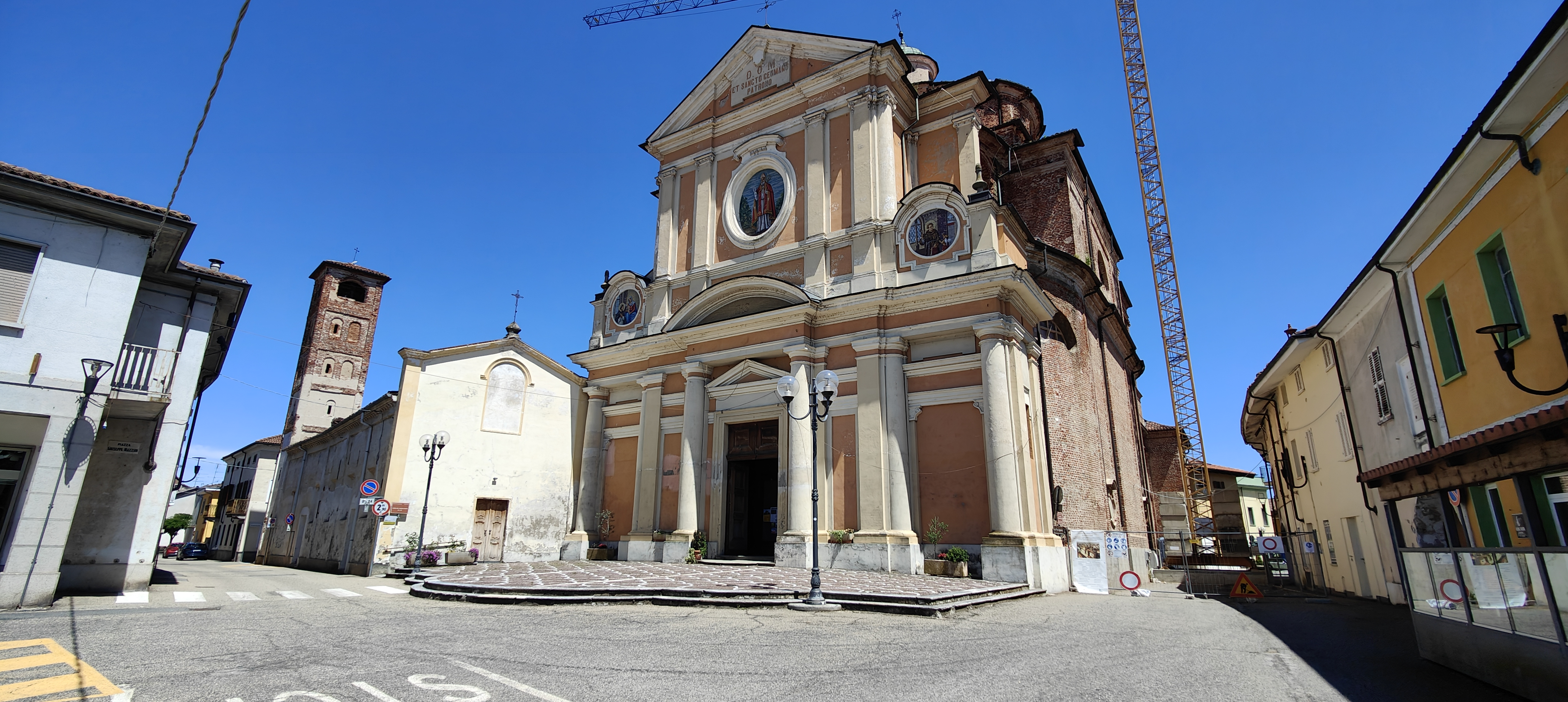
La chiesa del Corpus Domini che è ubicata al centro tra la Torre campanaria e la parrocchia. A destra la casa natale del beato della Chiesa.

- Cappella Madonnina sulla statale 28

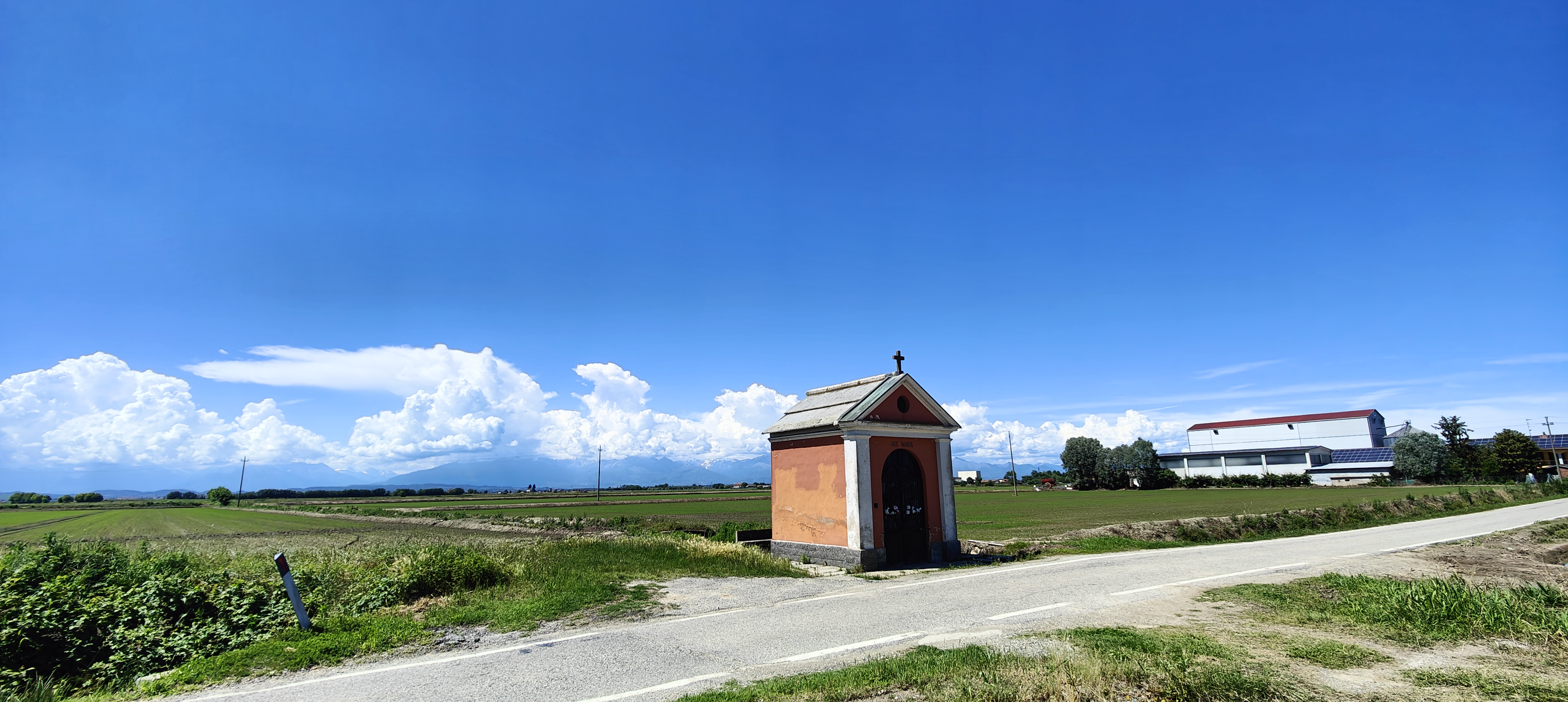
Cappella Madonnina, dopo la cascina Tabbia dista 1200 m dalla parrocchia

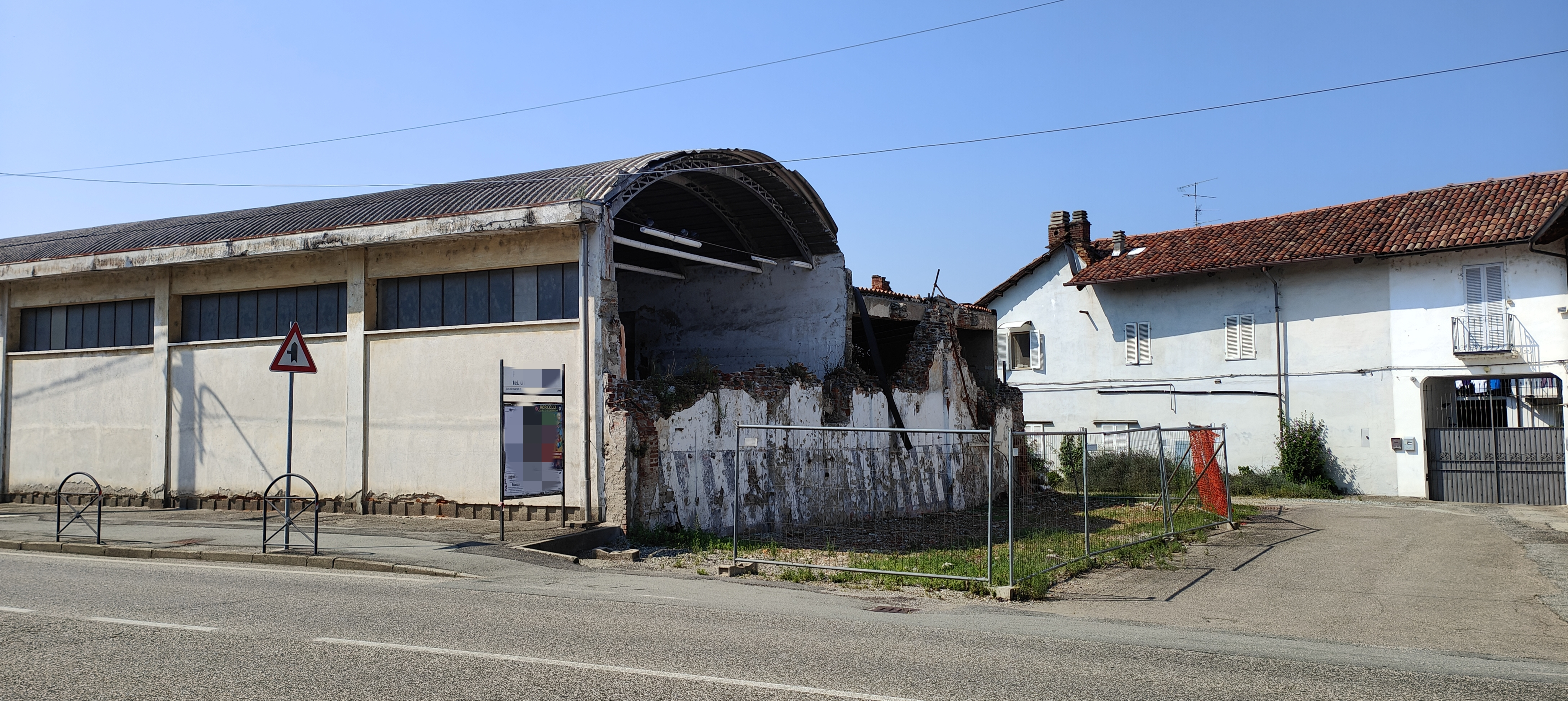
Lo spazio recintato in cui si trovava, sulla provinciale, l'antica chiesa Madonna di Loreto abbattuta nel 2020, senza il permesso delle Belle Arti e della legge Urbani (foto luglio 2024)

- Chiesa Madonna di Loreto (non più esistente) sulla provinciale vercellese 11: risalente al 1600, fu usata come lazzaretto durante l'epidemia di colera che si abbatté nel 1854[16] sull'intera provincia. Già in pessimo stato manutentivo in tutti gli anni del secolo scorso, fu a lungo trascurata tanto da arrivare a costruire l'adiacente struttura (ospitante il consorzio agrario) rendendola solidale con l'opera delle mura. L'abbattimento senza consultare gli organi preposti è stato anche uno dei motivi, fra gli altri, a provocare le dimissioni della sindaca Michela Rosetta con la conseguente caduta della giunta.[17][18]
- Chiesa di San Vito (ruderi), in campagna, dista 4,5 km dalla parrocchia. Per raggiungerla occorre percorrere una stretta strada serpeggiante, appena fuori San Germano dopo l'ultima curva, superata la cascina omonima che la nasconde. I resti di quel che resta di questa chiesa fanno riaffiorare alla memoria lo stile di vita appartenente oramai a epoche remote, quando nell'inizio del secolo passato, dopo la lunga pausa invernale, con la primavera, ricomparivano i contadini insieme a quelli della cascina vicina per la preparazione dei campi. Con il maggengo, ai primi di maggio apparivano anche le donne per un lavoro faticosissimo e pure senza tutele che andava dall'alba al tramonto. Architettonicamente la struttura non presenta più la pavimentazione e fu edificata a croce latina, a navata unica, sviluppata lungo l'asse est-ovest con la facciata principale, realizzata in muratura portante di mattoni pieni, affacciata a ovest. Caratterizzata da uno stile architettonico semplice, la facciata principale, inoltre, è caratterizzata da una porta principale che è in asse con l'apertura al livello superiore terminante con un timpano. Ai lati dell'apertura sono presenti due riquadri incorniciati. I prospetti laterali, incompleti nella parte superiore, riportano gravi lesioni e degradi dovuti al crollo, nei tempi trascorsi, della copertura, il campanile - esistente ancora nel 1975, crollato agli inizi degli anni '80 - in origine posto lungo a sud. La tettoia aveva una copertura a falde realizzata con un manto di copertura in coppi su orditura lignea, anch'essa oggigiorno non più esistente a causa di un crollo. Le lesene angolari terminano con una trabeazione semplice che separa la parte inferiore dal timpano. La struttura portante in mattoni pieni è a vista, ma sono ancora visibili tracce di intonaco. La chiesa termina con un'abside semicircolare.

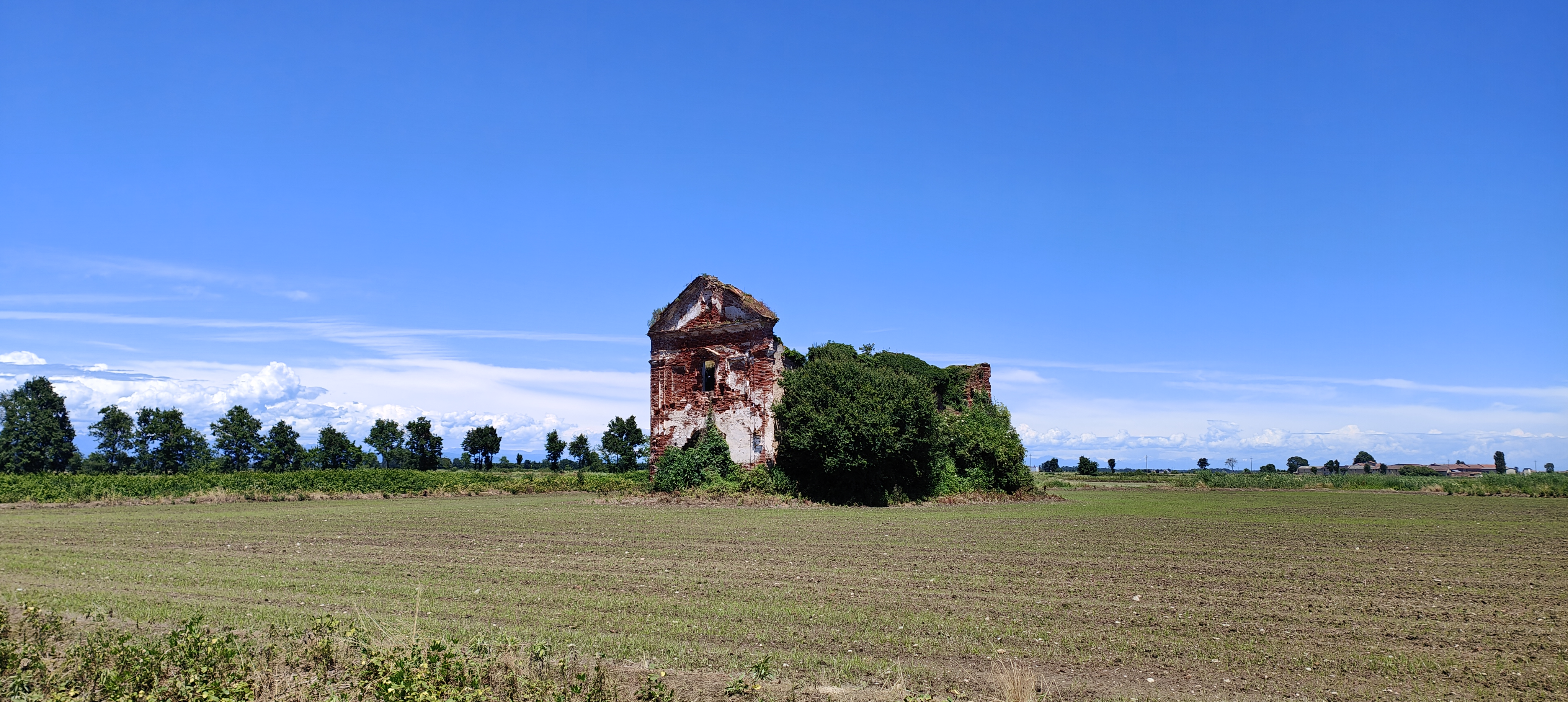
Il rudere della antica chiesa di San Vito in aperta campagna in direzione Casanova Elvo

- Chiesa di San Giovanni Battista in frazione Strella[19]

Di modeste dimensioni, si sviluppa lungo l'asse nord-sud. La facciata a capanna è in muratura portante intonacata e tinteggiata. Alla base si trova uno zoccolo grigio con due pilastri angolari arricchenti la facciata. Il portone d'ingresso è decorato da una cornice con modanature e sopra è posta un'apertura ad arco a tutto sesto, decorata con la stessa cornice del portone con i serramenti in ferro. La chiesa è a un'unica navata terminante con un'abside semicircolare coperta dalla volta a semicupola. Internamente intonacata di bianco presenta, lungo la navata, delle paraste rifinite in finto marmo che scandiscono verticalmente le pareti murarie. Queste paraste sorreggono un'alta trabeazione di colore bianco con un fregio rosa. L'aula della chiesa è coperta da una serie di strette volte a botte unghiate, separate da arconi in corrispondenza delle paraste sottostanti, presentando toni di colore giallo e oro. Inoltre, due delle unghie nella parete di destra e le rispettive nella parete di sinistra presentano finestre rettangolari, che contribuiscono all'illuminazione dell'aula, e una finestra è presente al centro dell'abside. Questa chiesetta è caratterizzata dal campanile mancante. A nord-est della copertura è presente una ridotta struttura in ferro, che serve da sostegno e copertura dell'unica campana. La tettoia presenta due falde con il manto di copertura in coppi su orditura lignea. La facciata a capanna è realizzata in muratura portante intonacata e tinteggiata sui toni del beige scuro e del bianco. In particolare, la parete muraria è tinteggiata sui toni del beige, mentre gli elementi architettonici strutturali e decorativi, quali paraste, capitelli, modanature e cornici, sono evidenziati con cromie bianche. Alla base è presente uno zoccolo grigio e ai lati della facciata sono posti due pilastri angolari. Il portone d'ingresso è rialzato da uno scalino in pietra, decorato da una cornice con modanature che sono in asse con un'apertura ad arco (a tutto sesto) decorata con la stessa cornice del portone e avente serramenti in ferro. La facciata presenta purtroppo tracce di degrado. Il pavimento della chiesa è realizzato con piastrelle di marmiglia sui toni del grigio per le porzioni laterali della pavimentazione, dove sono collocati i banchi lignei, mentre nella zona centrale le piastrelle in marmiglia sono sui toni dell'ocra. Le due differenti pavimentazioni sono separate da una stretta fascia di piastrelle nere. Gli interni sono in buone condizioni, fatta eccezione per le tracce di degrado che presenta la volta della navata. La volta che sovrasta l'aula presenta un apparato pittorico con cromie prevalentemente gialle, dove spiccano decorazioni geometriche e fitomorfe e, al centro della volta, vi sono rappresentazioni di angeli e santi. Al centro vi è rappresentata l'immagine di Cristo.

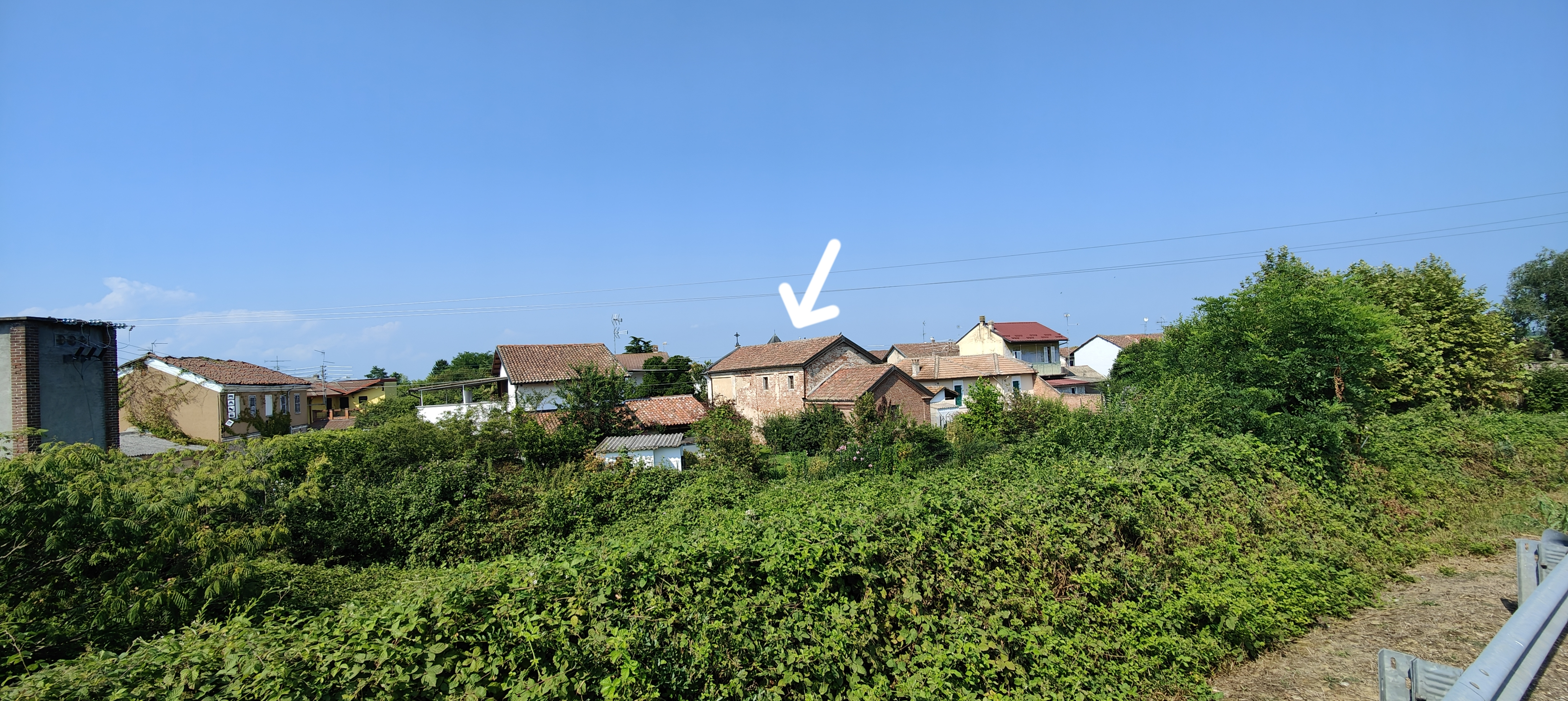
Vista d'insieme della frazione Strella, oltre il viadotto sopra la ferrovia, con la chiesa (freccia)

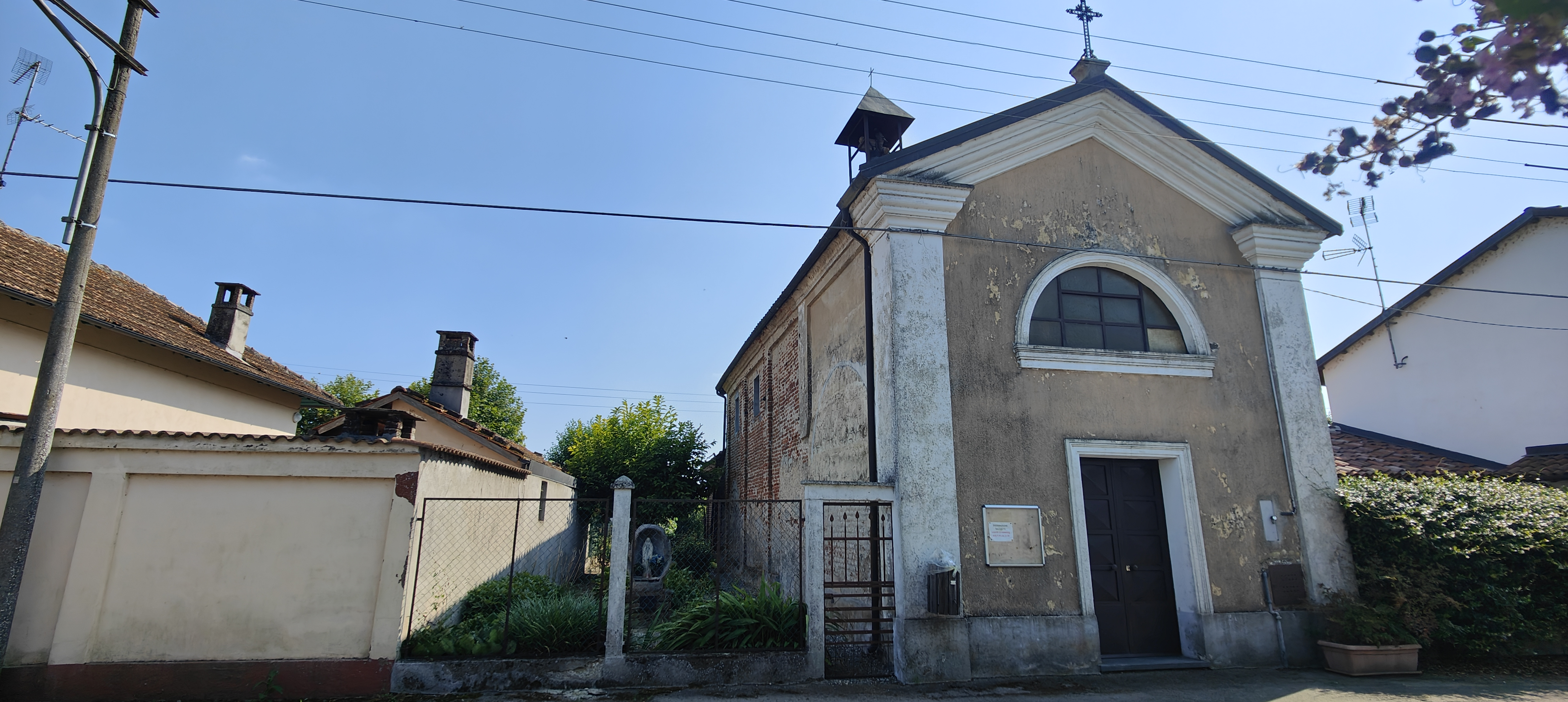
Facciata della antica chiesa San Giovanni Battista in frazione Strella

### Architetture civili
- La sede comunale in piazza Giuseppe Garibaldi

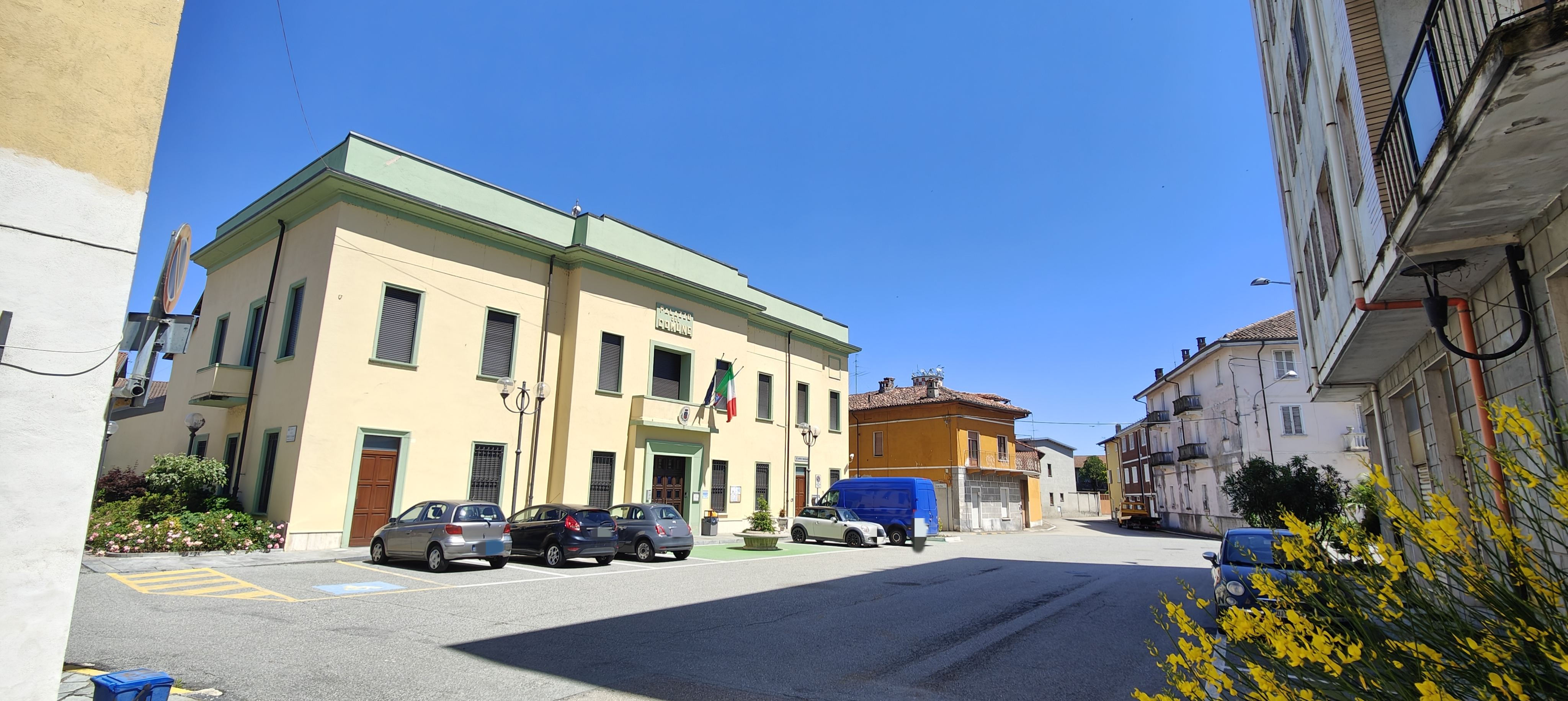
Il municipio di San Germano Vercellese

- Torre Campanaria, residuo dell'antico castello, con le feritoie ancora presenti

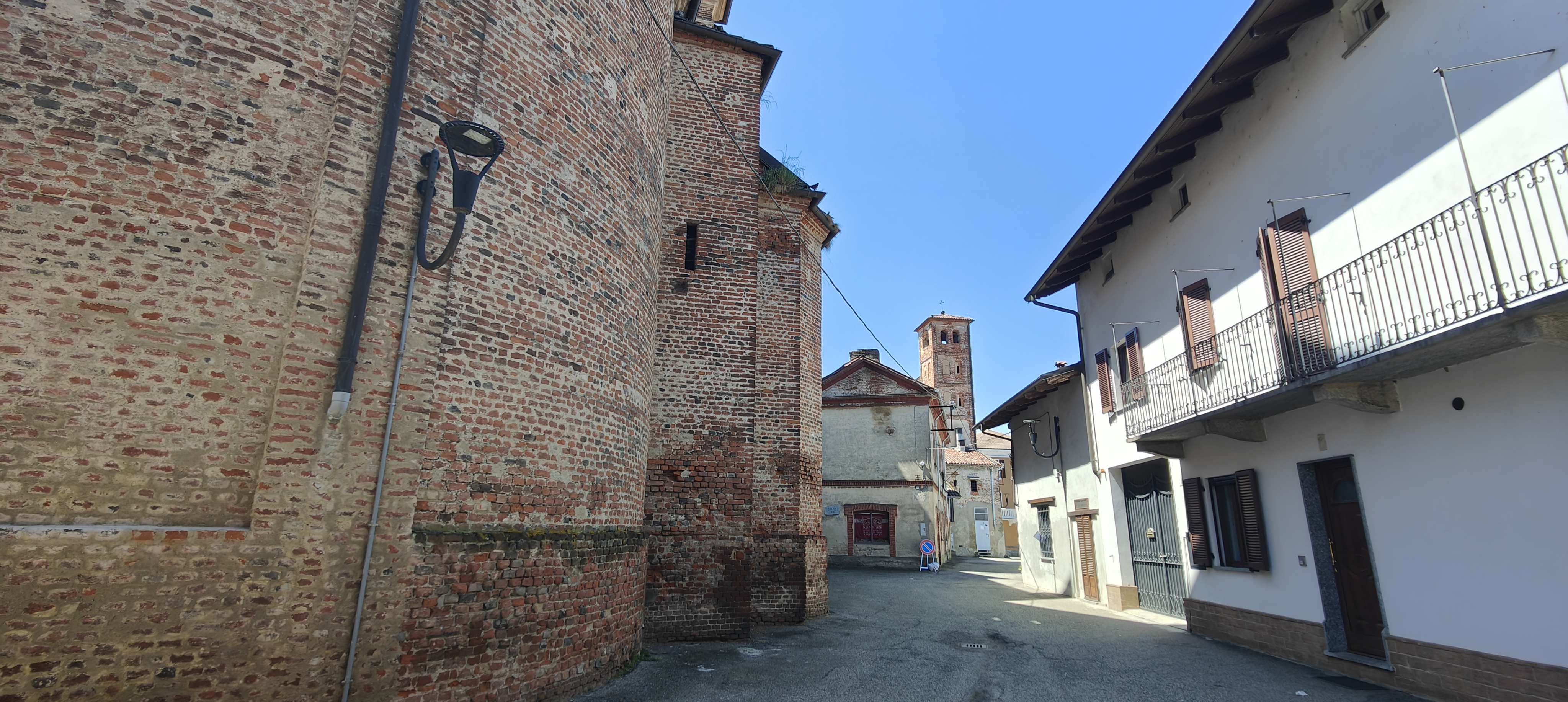
La Torre campanaria vista da via Beato Antonio

- Sala Paggi, di proprietà comunale, utilizzata per incontri culturali, conferenze.

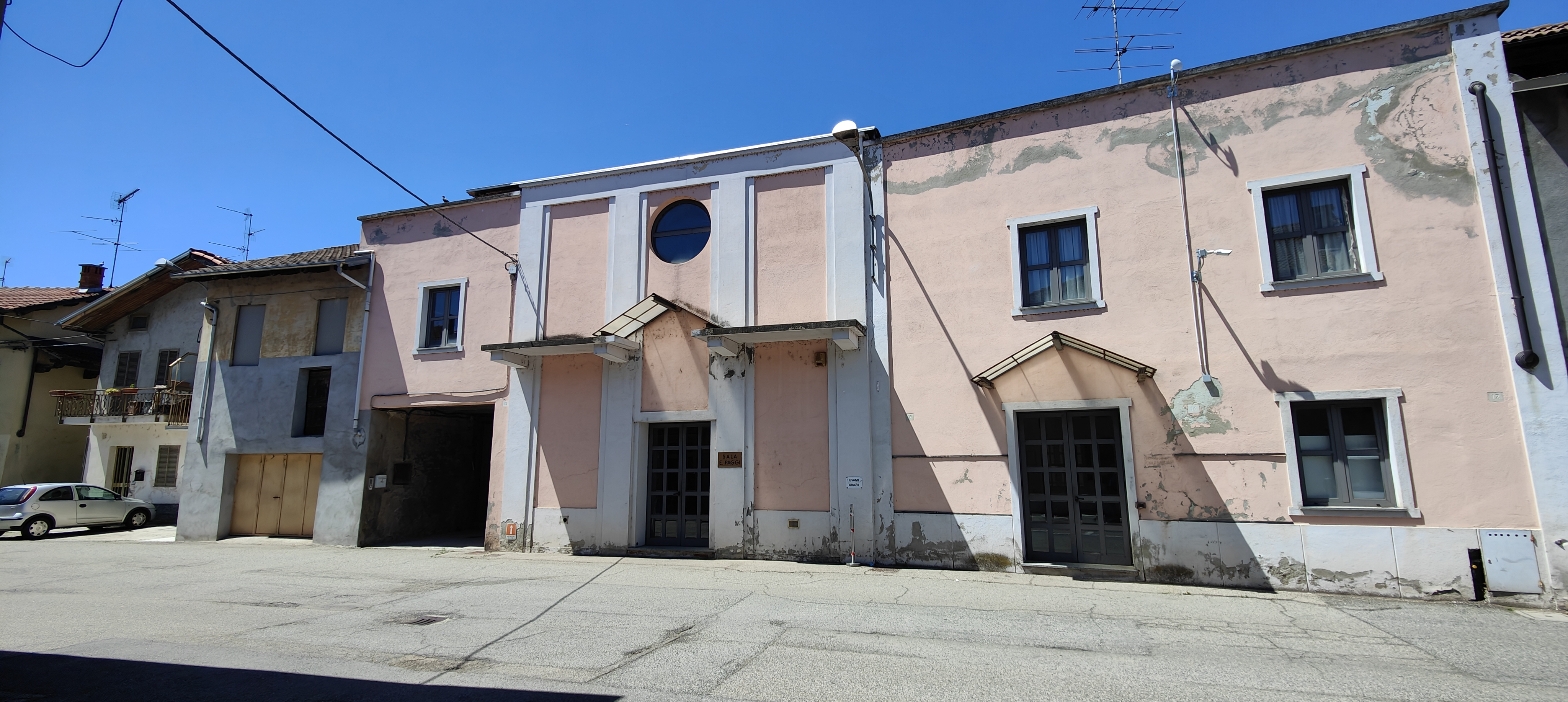
La Sala Paggi utilizzata per incontri e conferenze

## Società

### Evoluzione demografica
Negli ultimi cento anni, a partire dal 1921, la popolazione residente è dimezzata.
Abitanti censiti

## Cultura
Oltre che la citata Sala Paggi, vi è anche una fornita biblioteca comunale intitolata all'avvocato, giornalista e poeta sangermanese Giuseppe Deabate (1857-1928). Fra i nativi celebri del paese vanno ricordati il predicatore Fedele da San Germano, il giornalista mazziniano Augusto Franzoj e il pedagogista filosofo Giuseppe Allievo. Autore di testi e appassionato della storia del paese il giornalista locale Antonio Corona (1931-2019).

## Economia
Cittadina di origine medievale, la sua economia si basa sull'agricoltura e su piccole realtà industriali. I sangermanesi, per la maggior parte ubicati nel capoluogo comunale, sono estesi anche nella località Strella (contigua al comune di Olcenengo), un nucleo urbano urbano minore che si presenta a case sparse. 

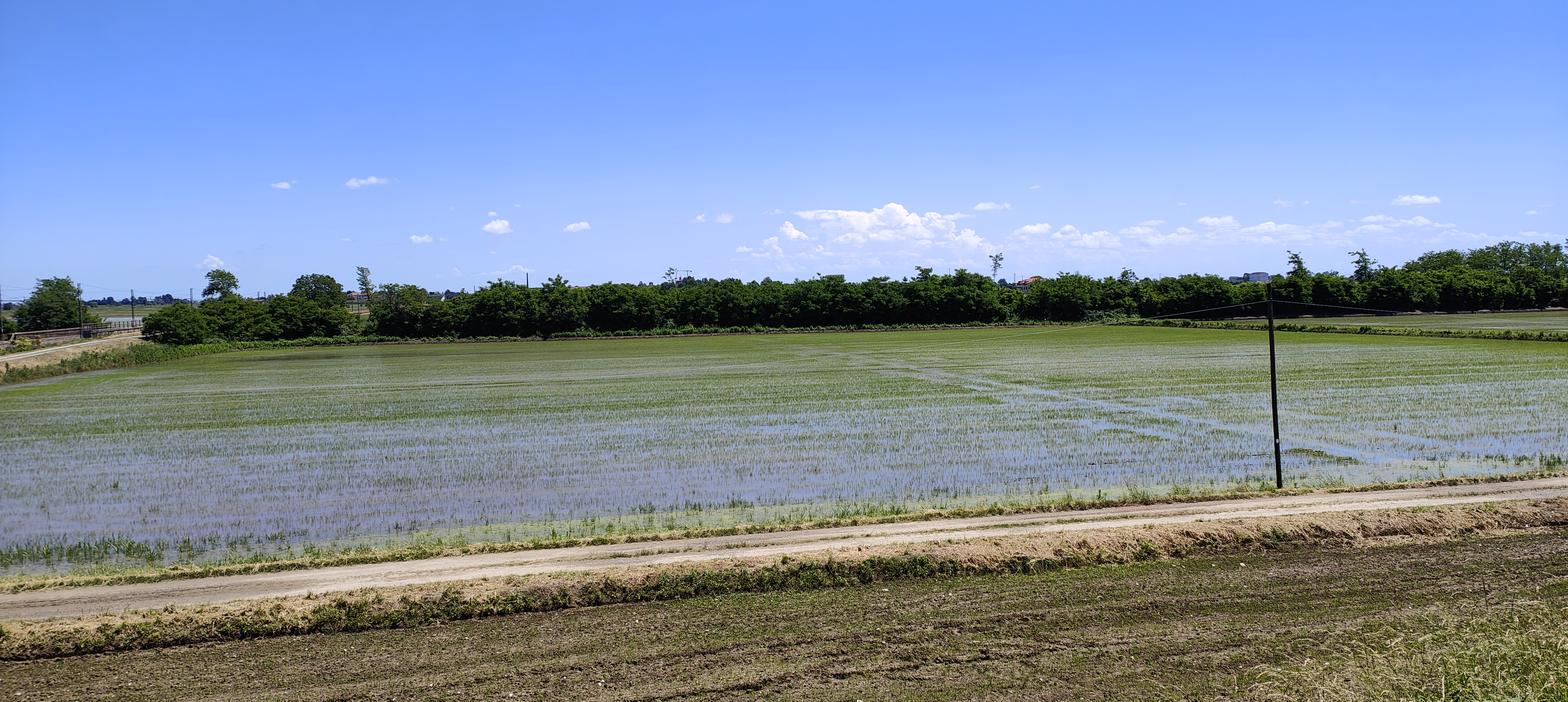
Panoramica delle risaie in territorio sangermanese verso Casanova Elvo

L'agricoltura primaria in zona riguarda il riso seguito dai foraggi e ortaggi, segue l'allevamento di bovini e avicoli. Vi hanno sede alcune aziende operanti nei comparti alimentare, tessile, metallurgico, della lavorazione del legno, per la produzione di macchine per l'agricoltura; numerose sono le imprese edili. Presente alcune banche; una piccola rete commerciale completa il panorama del terziario. Nelle scuole del posto si impartisce l'istruzione obbligatoria.  Poche le strutture ricettive per la ristorazione e il soggiorno. Funziona una farmacia. 

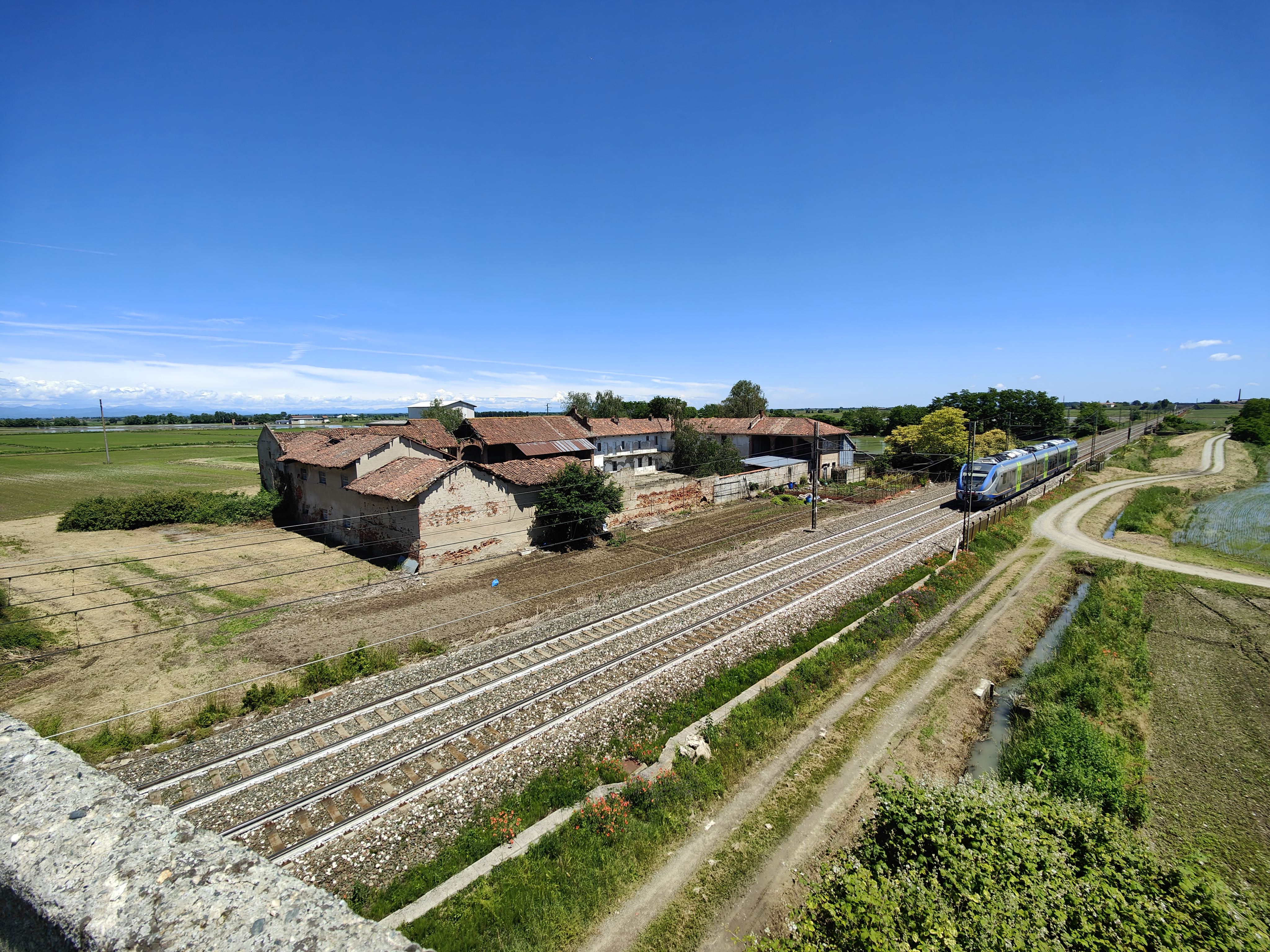
In direzione Santhià la cascina Valasse facente parte del territorio di San Germano Vercellese, distante 2,7 km dal borgo. È il luogo ove morì il creatore della varietà di riso Mario Maratelli.

Non è certamente una meta turistica celebrata, a parte la presenza internazionale di viandanti per via del percorso della via Francigena. L'ambiente naturale che la circonda può costituire un efficace motivo di richiamo. Poco frequentata per lavoro, a causa delle poche attività produttive nel suo territorio, molti suoi abitanti sono costretti a fare i pendolari in altre zone industrialmente più sviluppate. San Germano Vercellese non coltiva rapporti intensi con i comuni limitrofi per questo motivo gli abitanti si rivolgono per il commercio, il completamento degli studi, il servizio sanitario di base e l'espletamento di pratiche burocratiche con altre realtà. Il Comune d'altronde ha intrapreso un'opera di valorizzazione atta a richiamare visitatori dai centri vicini, con manifestazioni culturali e folcloristiche che ricalcano le radici del territorio. Ogni 13 dicembre si svolge la fiera di Santa Lucia, occasione di esposizione di merci varie e prodotti locali. La festa del Patrono, San Germano, si celebra il 31 agosto con una fiera.
Nella nuova Programmazione 2007-2013 della politica di coesione economica e sociale dell'Unione europea il Comune di San Germano Vercellese rientra nell'Obiettivo "Competitività regionale e occupazione". A partire dal 10 gennaio 2007 nelle aree rientranti in tale obiettivo l'impiego dei "fondi strutturali" europei punta a rafforzare la competitività, l'occupazione e l'attrattiva delle regioni, ad anticipare i cambiamenti socioeconomici, a promuovere l'innovazione, l'imprenditorialità, la tutela dell'ambiente, l'accessibilità, l'adattabilità dei lavoratori e lo sviluppo dei mercati.

## Amministrazione
Il 12 gennaio 1927 San Germano (sebbene già indicato come Vercellese) passò da Novara alla nuova provincia di Vercelli.
| Periodo          | Periodo          | Primo cittadino   | Partito                                  | Carica                  | Note   |
| ---------------- | ---------------- | ----------------- | ---------------------------------------- | ----------------------- | ------ |
| 23 aprile 1995   | 13 giugno 1999   | Stefano Bellone   | liste civiche di centro                  | Sindaco                 |        |
| 13 giugno 1999   | 22 luglio 2002   | Paolo Monticolo   | liste civiche di centrodestra            | Sindaco                 | [ 25 ] |
| luglio 2002      | 26 maggio 2003   |                   |                                          | Commissario prefettizio |        |
| 26 maggio 2003   | 27 maggio 2013   | Orazio Paggi      | liste civiche di centrosinistra          | Sindaco                 |        |
| 27 maggio 2013   | 15 febbraio 2021 | Michela Rosetta   | lista civica di centrodestra Noi per voi | Sindaco                 | [ 26 ] |
| 15 febbraio 2021 | 4 ottobre 2021   | Anna Laurenza     |                                          | Commissario prefettizio | [ 27 ] |
| 4 ottobre 2021   |                  | Gianni Mentigazzi | Lista Civica "San Germano Merita"        | Sindaco                 |        |

## Curiosità
Su questo borgo vi sono narrate episodi che si mischiano fra storia e leggenda, quali la diffusa credenza che in tempi lontani San Germano avesse un altro nome. Alcuni storici come il frate agostiniano Aurelio Corbellini (1562-1648) e il Cusano confermano che proprio dove venne fondato San Germano, l'esercito di Carlo Magno fece un'operazione militare di tale rapida irruenza, da lasciare al paese il nome di Saltus Caroli, il salto di Carlo. Altri invece sono convinti che in età pre-cristiana il paese si chiamasse Silva (donde il vicino toponimo di Selve) oppure Valselva o Valselve. Solo dopo il passaggio di San Germano avrebbe assunto il nome del santo. 
Si dice ancora che dalla zona della torre Campanaria (sotto il portico di Via Randaccio e la piazzetta Dante Alighieri) partisse un sotterraneo orientato verso Santhià con una uscita in regione Pilone. A prova di questo - come scrive lo storico locale Corona (1931-2019) - durante l'assedio dell'anno 1476, il 21 novembre, alcuni difensori erano riusciti a venir fuori dalle mura e passati due giorni, uscirono altre persone (una ventina) tra i quali Paolo Alciati, nobile Vercellese, figlio di Antonio Donna e anche il figlio di Battista Belviso (Donna erano nobili signori sangermanesi, il nome Belviso ricorda chiaramente gli attuali Belvisotti). Attorno a San Germano vi era un intero esercito, lo stesso duca di Milano, Galeazzo Sforza, aveva al fianco il condottiero Roberto Sanseverino d'Aragona. L'assedio era stato posto con tutte le regole dell'arte militare, l'attraversamento delle linee nemiche equivaleva al suicidio, pertanto, si sarebbe reso necessario l'uso di un passaggio sotterraneo, un sistema alquanto diffuso nei castelli europei dell'epoca.
Negli anni 1940 un tratto seppur breve del sotterraneo (partendo da via Randaccio) era ancora facilmente percorribile: l'uscita in via Campo Sportivo presentava alcune tracce. Il castello di San Germano aveva anche delle notevoli mura a propria difesa in lunghezza, larghezza. È certa l'esistenza di queste mura, storicamente provata da una lettera del 1476 scritta da tale Michele di Piemonte, il difensore del castello, dalla quale apprendiamo che era stata "scavata una fossa dietro le mura a da ogni capo di esse vie era stato posto un battagliere con artiglierie". Purtroppo non si può sapere in che stato fossero nel 1600 perché i documenti di quel periodo si limitano a descrivere le porte esistenti a San Germano che sono ben tre: la Porta Nuova presso il castello, la Porta Superiore in direzione di Santhià e infine la Porta del Mulino portante verso Vercelli.
Appartiene però probabilmente a un falso l'idea che vi fosse dal Castello di San Germano un tunnel collegante la porta d'ingresso del castello di Carisio passante addirittura sotto il torrente Elvo congiungendo il castello della frazione di Carisio San Damiano per terminare verso i castelli valdostani. Sarebbe stata un'opera ciclopica per l'epoca.